# Бус, Йозеф фон
Франц Йозеф фон Бус (нем. Franz Joseph Buß; с 1863 — Риттер фон Бус, нем. Ritter von Buß; 1803—1878) — профессор Фрайбургского университета, один из лидеров ультрамонтанской партии в Великом герцогстве Баден.

## Биография
Йозеф фон Бус родился 23 марта 1803 года в городе Целль-на-Хармерсбахе на территории современной земли Баден-Вюртемберг. Учился в университете Фрайбурга, где получил степень доктора философии, права и медицины, а в 1833 году стал профессором политических наук в альма-матер. 
Вступив в баденский сейм, он сначала примкнул к либеральной партии, но вскоре заявил себя ярым приверженцем клерикализма. 
Он предоставил сёстрам милосердия свой собственный дом в Бадене и устроил там церковный колледж; во время голода зимой 1846 года он помогал едой тысячам голодающих в Шварцвальде.
Йозеф фон Бус известен также как энергичный противник прусской гегемонии. 
В 1874 году он был избран в германский рейхстаг, членом которого состоял до самой кончины, заседая в партии центра, хотя в 1877 году, после смерти своего младшего ребенка, он практически отошел от общественно-политической жизни. 
В многочисленных своих сочинениях проводил идею необходимости церковного влияния в воспитании, образовании, управлении.
Йозеф фон Бус умер 31 января 1878 года в городе Фрайбург-им-Брайсгау.

## Избранная библиография
- «Geschichte und System der Staatswissenschaft» (Карлсруэ, 1839, 3 т.);
- «Die Aufgabe des katholischen Theils deutscher Nation» (Регенсбург, 1851);
- «Urkundliche Geschichte der National- und Territorialkirchenthums in des katholischen Kirche Deutschlands» (Шафгаузен, 1851);
- «Die Gesellschaft Jesu, ihr Zweck, ihre Satzungen, Geschichte etc.» (Майнц, 1853 г., 2 т.);
- «Oesterreichs Umbau in Kirche und Staat» (Вена, 1863).